# ヤナ・クロチコワ

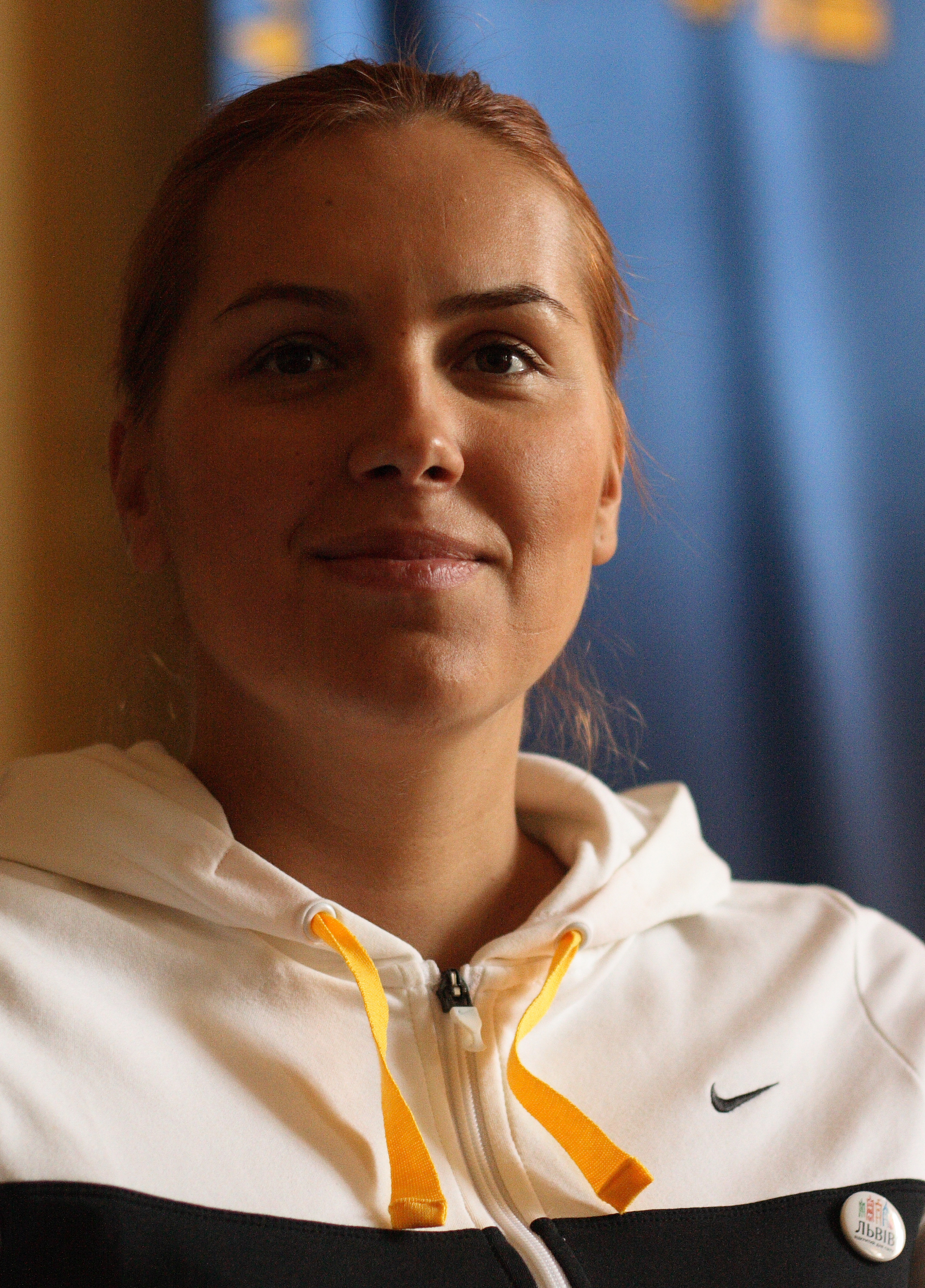
ヤナ・クロチコワ

ヤナ・クロチコワ（Yana Klochkova, ウクライナ語: Яна Олександрівна Клочкова 1982年8月7日 - ）は、ウクライナ シンフェロポリ出身の競泳選手。
2000年シドニーオリンピック女子400m個人メドレーで、日本の田島寧子を抑えて4分33秒59の当時の世界記録で金メダルを獲得し、200mも優勝し二冠に輝いた。2004年アテネオリンピックでも優勝し連覇を果たした。
2009年3月19日、現役引退を宣言した。

## 優勝歴

### オリンピック
- 2000年シドニー五輪: 200m個人メドレー
- 2000年シドニー五輪: 400m個人メドレー
- 2004年アテネ五輪: 200m個人メドレー
- 2004年アテネ五輪: 400m個人メドレー

### 世界選手権（長水路）
- 2001年 福岡: 400m自由形
- 2001年 福岡: 400m個人メドレー
- 2003年 バルセロナ: 200m個人メドレー
- 2003年 バルセロナ: 400m個人メドレー

### 世界選手権（短水路）
- 1999年 香港: 400m個人メドレー
- 2000年 アテネ: 200m個人メドレー
- 2000年 アテネ: 400m個人メドレー
- 2002年 モスクワ: 400m自由形
- 2002年 モスクワ: 200m個人メドレー
- 2002年 モスクワ: 400m個人メドレー

### 欧州選手権（長水路）
- 1999年 イスタンブール: 200m個人メドレー
- 1999年 イスタンブール: 400m個人メドレー
- 2000年 ヘルシンキ: 400m自由形
- 2000年 ヘルシンキ: 200m個人メドレー
- 2000年 ヘルシンキ: 400m個人メドレー
- 2002年 ベルリン: 400m自由形
- 2002年 ベルリン: 200m個人メドレー
- 2002年 ベルリン: 400m個人メドレー
- 2004年 マドリード: 200m個人メドレー
- 2004年 マドリード: 400m個人メドレー

### 欧州選手権（短水路）
- 1999年 リスボン: 400m個人メドレー
- 1999年 リスボン: 800m自由形
- 1999年 リスボン: 200m個人メドレー
- 1999年 リスボン: 400m個人メドレー
- 2000年 バレンシア: 200m個人メドレー
- 2000年 バレンシア: 400m個人メドレー
- 2001年 アントウェルペン: 200m個人メドレー
- 2002年 リーザ: 200m個人メドレー
- 2002年 リーザ: 400m個人メドレー

### ユニバーシアード（長水路）
- 2003年 大邱: 200m自由形
- 2003年 大邱: 200mバタフライ
- 2003年 大邱: 200m個人メドレー
- 2003年 大邱: 400m個人メドレー